# Xian de Tongling
Le xian de Tongling (铜陵县 ; pinyin : Tónglíng Xiàn) est un district administratif de la province de l'Anhui en Chine. Il est placé sous la juridiction de la ville-préfecture de Tongling.

## Démographie
La population du district était de 343 947 habitants en 1999.